# Voronia
La Voronia (en russe : Воронья) est un fleuve côtier de la péninsule de Kola dans le nord de la Russie.

## Géographie
Long de 155 km, il draine un bassin versant de 9 940 km2. La Voronia est un émissaire du lac Lovozero et se jette dans la mer de Barents.

## Énergie
Deux centrales hydroélectriques sont construites sur le fleuve en 1970. Leur capacité totale est de 351 MW pour une production annuelle de 1,069 milliard de kWh.